# Xét nghiệm y tế
Xét nghiệm y tế là một thủ tục y tế  được thực hiện để phát hiện, chẩn đoán hoặc theo dõi bệnh, quá trình bệnh, tính nhạy cảm hoặc để xác định quá trình điều trị.  Các xét nghiệm y tế liên quan đến hóa học lâm sàng và chẩn đoán phân tử, và thường được thực hiện trong phòng thí nghiệm y tế.

## Các loại xét nghiệm

### Theo mục đích
Các xét nghiệm y tế có thể được phân loại theo mục đích của họ, trong đó phổ biến nhất là chẩn đoán, sàng lọc và đánh giá.

#### Chẩn đoán

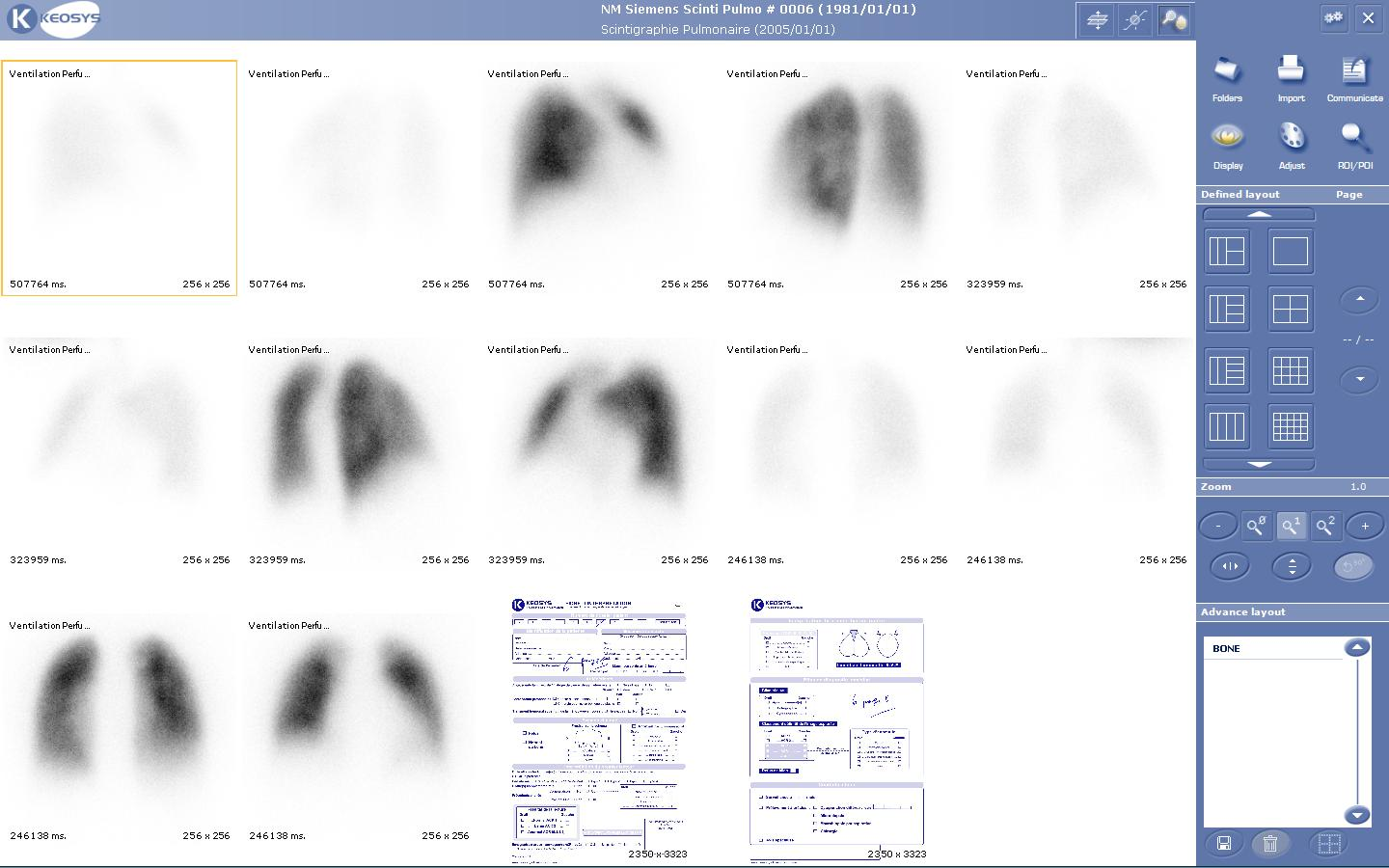
Phẫu thuật phổi đánh giá ung thư phổi

Xét nghiệm chẩn đoán là một thủ tục được thực hiện để xác nhận hoặc xác định sự hiện diện của bệnh ở một cá nhân nghi ngờ mắc bệnh, thường theo báo cáo về các triệu chứng hoặc dựa trên các kết quả xét nghiệm y tế khác.  Điều này bao gồm chẩn đoán sau khi chết.  Ví dụ về các bài kiểm tra như vậy là:
- Sử dụng y học hạt nhân để kiểm tra một bệnh nhân nghi mắc ung thư hạch.
- Đo lượng đường trong máu ở một người nghi ngờ bị đái tháo đường sau thời gian đi tiểu tăng.
- Lấy số lượng máu đầy đủ của một cá nhân bị sốt cao để kiểm tra nhiễm trùng do vi khuẩn.[1]
- Theo dõi kết quả đo điện tâm đồ trên bệnh nhân bị đau ngực để chẩn đoán hoặc xác định bất kỳ bất thường nào về tim.[3]

#### Sàng lọc/Tầm soát
Sàng lọc đề cập đến một xét nghiệm y tế hoặc một loạt các xét nghiệm được sử dụng để phát hiện hoặc dự đoán sự hiện diện của bệnh ở những người có nguy cơ trong một nhóm xác định như dân số, gia đình hoặc lực lượng lao động.  Các sàng lọc có thể được thực hiện để theo dõi tỷ lệ bệnh, quản lý dịch tễ học, hỗ trợ phòng ngừa hoặc nghiêm ngặt cho các mục đích thống kê.
Ví dụ về sàng lọc bao gồm đo mức TSH trong máu của trẻ sơ sinh như là một phần của sàng lọc sơ sinh cho bệnh suy giáp bẩm sinh, kiểm tra ung thư phổi ở những người không hút thuốc tiếp xúc với khói thuốc phụ trong môi trường làm việc không được kiểm soát và sàng lọc Pap smear để phòng ngừa hoặc phát hiện sớm ung thư cổ tử cung.

#### Theo dõi
Một số xét nghiệm y tế được sử dụng để theo dõi tiến trình hoặc đáp ứng với điều trị y tế.